# Kumla
Kumla – miasto w Szwecji, centrum gminy Kumla.
Od 1965 r. mieści się tu największe (420 miejsc) więzienie w Szwecji, w którym przebywał m.in. Mijailo Mijailović – morderca Anny Lindh, szwedzkiej minister spraw zagranicznych, a także Christer Pettersson, zabójca Olofa Palmego.
Osoby związane z miastem:
- Mattias Jonson – piłkarz
- Håkan Nesser – pisarz

W mieście działa klub żużlowy Indianerna Kumla.
W mieście jest stacja kolejowa Kumla.